# نهائي كأس خادم الحرمين الشريفين 2019
نهائي كأس خادم الحرمين الشريفين 2019 هي المباراة النهائية لبطولة كأس خادم الحرمين الشريفين 2019 التي أقيمت يوم الخميس بتاريخ 2 مايو 2019 ميلادية، الموافق 27 شعبان 1440 هجرية، بين فريقي التعاون من بريدة و الاتحاد من جدة. برعاية خادم الحرمين الشريفين سلمان بن عبدالعزيز آل سعود ولي العهد محمد بن سلمان آل سعود، 
وبحضور فنان العرب محمد عبده.
كتب فريق التعاون الأول لكرة القدم، التاريخ بتتويجه بكأس خادم الحرمين الشريفين، لأول مرة في تاريخه بعد فوزه، يوم الخميس، على الاتحاد 2-1 في النهائي الذي جمعهما على ملعب الملك فهد الدولي أمام أكثر من 58 ألف متفرج، تاريخياً يعد نادي الاتحاد أكثر الأندية وصولاً للمباراة النهائية في النسخ الأخيرة، ولعب على ست مباريات نهائية، وهذا الموسم يعد سابع نهائي وذلك منذ عام 2008 الذي عادت فيه البطولة الأغلى لنظامها السابق.

## عن الفريقين
| الفريق  | نهائيات سابقة (الخط العريض يشير لسنة الفوز)                                                    |
| ------- | ---------------------------------------------------------------------------------------------- |
| التعاون | 1990                                                                                           |
| الاتحاد | 1958، 1959، 1960، 1963، 1964، 1967، 1979، 1982، 1986، 1988، 2008، 2009، 2010، 2011، 2013، 2018 |

## معطيات ما قبل المباراة

### فريق التعاون
دخل فريق التعاون المباراة باحثًا عن الفوز بأي نتيجة إيجابية تمكنه من العبور والتتويج ببطولة الكأس لهذا العام، بعدما استطاع الفريق أن يعبر للدور النهائي على حساب البطل السعودي فريق الهلال صاحب المركز الثاني في ترتيب الدوري السعودي بسبعة أهداف نظيفة في مجموع الفريقين، ويحتل فريق التعاون المركز الرابع في مسابقة الدوري ب 52 نقطة بفارق نقطة عن فريق الشباب صاحب المركز الثالث و 12 نقطة كاملة عن متصدر الدوري فريق النصر السعودي.

### فريق الاتحاد
دخل فريق الاتحاد المباراة عازمًا على الفوز على نظيره التعاون ليضمن التتويج ببطولة كأس خادم الحرمين الشريفين 2018 - 2019م حيث واجه فريق الاتحاد الكثير من الصعوبات في مسيرته بالدوري السعودي هذا العام وكان مهدد بالهبوط من الدوري الممتاز إلى أنه عبر من هذا المأزق بسلام وهو الآن يحتل المركز الحادي عشر ب 31 نقطة حصدهم خلال 28 مباراة فاز في ثمانية وتعادل في 7 وكانت الخسارة هي سيد الموقف حيث خسر الفريق ثلاثة عشر مباراة، ولذلك يدخل الفريق المباراة طامعًا في الحصول على أول بطولة له خلال هذا الموسم ليصالح بها جماهيره التي تنتظر من المزيد من التقدم والتفوق.

## أحداث المباراة
جاء أول تهديد من الكاميروني توامبا عند الدقيقة 25 من خلال تسديدة من داخل حدود منطقة الجزاء، استطاع فواز القرني حارس الاتحاد التصدي لها، كما تصدى بعدها لتسدية ريان الموسى وأمسك بالكرة على دفعتين.
وظهر الاتحاد من أول هجمة بهدف السبق من تسدية لمهاجمة الصربي ألكسندر بريجوفيتش مستفيداً من عرضية زميله التشيلي فيلانويفا عند الدقيقة 32 سكنت شباك البرازيلي كاسيو أنجوس .
مع بداية الشوط الثاني، دفع البرتغالي بيدرو إمانويل مدرب التعاون بالسوري جهاد الحسين لتنشيط الجانب الهجومي، بغية إدراك التعادل وكان له ما أراد بواسطة طلال العبسي من ضربة رأسية مستفيداً من عرضية جهاد عند الدقيقة 55.
وكان البوروندي سيدريك في الدقيقة 79، قريباً من تسجيل الهدف الثاني عندما انفرد بحارس مرمى الاتحاد لكن القائم الأيسر حرمه من التسجيل، ليرد فهد المولد سريعاً برأسية علت عارضة البرازيلي كاسيو بقليل.
وطرد الأرجنتيني حكم المباراة مدرب التعاون بعد احتجاجه على أحد القرارات ومطالبته بمخالفة عند الدقيقة 88، بعد أن كانت المباراة تتجه إلى الأشواط الإضافية بالتعادل 1-1 .
تقمص الكاميروني ليندر توامبا شخصية البطل عندما تمكن من تسجيل هدف الفوز عند الدقيقة 90 لتنتهي المباراة بفوز التعاون.

## القنوات الناقلة
نشر الحساب الرسمي على تويتر للاتحاد السعودي لكرة القدم أسماء القنوات الناقلة لنهائي الكأس حيث يحضر رمسياً راعي اللقاء خادم الحرمين الشريفين الملك سلمان بن عبد العزيز، وكانت القنوات كما يلي:
| المنطقة  | القنوات                  |
| -------- | ------------------------ |
| السعودية | القناة الرياضية السعودية |
| السعودية | Dawri Plus               |
| البحرين  | البحرين الرياضية         |
| عمان     | الرياضية                 |
| الإمارات | أبو ظبي الرياضية         |
| الإمارات | دبي الرياضية             |
| الإمارات | الشارقة الرياضية         |
| الكويت   | الكويت الرياضية          |

-

## الطريق إلى النهائي
| التعاون | التعاون | الجولة      | الاتحاد | الاتحاد |
| نتيجة   | المنافس | الجولة      | المنافس | نتيجة   |
| 1 - 0   | العدالة | دور 32      | الجبيل  | 1 - 3   |
| 6 - 0   | النهضة  | دور 16      | الوشم   | 1 - 2   |
| 3 - 0   | الشباب  | ربع النهائي | التقدم  | 0 - 3   |
| 5 - 0   | الهلال  | نصف النهائي | النصر   | 2 - 4   |

## تفاصيل المباراة
| التعاون                 | 2–1   | الاتحاد      |
| ----------------------- | ----- | ------------ |
| العبسي 54' · تاومبا 90' | تقرير | بريوفيتش 32' |

| التعاون | الاتحاد |

| التعاون: من بريدة رئيس النادي: محمد القاسم التشكيل الاساسي للفريق: |    |                 |       |
|                                                                    |    |                 |       |
| حارس                                                               | 1  | كاسيو دوس أنغوس |       |
| دفاع                                                               | 5  | طلال العبسي     |       |
| دفاع                                                               | 23 | متعب المفرج     |       |
| دفاع                                                               | 18 | مد الله العليان |       |
| دفاع                                                               | 13 | ابراهيم الزبيدي | 46'   |
| وسط                                                                | 55 | ساندرو مانويل   | 76'   |
| وسط                                                                | 6  | ريان الموسى     | 60'   |
| وسط                                                                | 20 | هيلدون راموس    | 88'   |
| وسط                                                                | 29 | نيلدو بيترولينا | 61'   |
| هجوم                                                               | 17 | سيدريك أميسي    |       |
| هجوم                                                               | 3  | لياندر تاومبا   | 90+3' |
| مقاعد البدلاء:                                                     |    |                 |       |
| حارس                                                               | 26 | حسين شيعان      |       |
| دفاع                                                               | 4  | ريكاردو ماتشادو | 90+3' |
| دفاع                                                               | 16 | نايف الموسى     |       |
| وسط                                                                | 19 | إبراهيم العتيبي |       |
| وسط                                                                | 11 | ناصر الدعجاني   |       |
| وسط                                                                | 7  | ربيع سفياني     | 88'   |
| وسط                                                                | 10 | جهاد الحسين     | 56'   |
| هجوم                                                               | 25 | منصور المولد    |       |
| هجوم                                                               | 9  | عبد الفتاح آدم  |       |
| المدرب:                                                            |    |                 |       |
| بيدرو ايمانويل                                                     |    |                 |       |

| الاتحاد: من جدة رئيس النادي: لؤي ناظر التشكيل الاساسي للفريق: |    |                     |     |
|                                                               |    |                     |     |
| حارس                                                          | 22 | فواز القرني         |     |
| دفاع                                                          | 17 | مروان دا كوستا      |     |
| دفاع                                                          | 13 | أحمد عسيري          |     |
| دفاع                                                          | 2  | عبد الله العمار     |     |
| دفاع                                                          | 27 | سعود عبد الحميد     |     |
| وسط                                                           | 20 | كريم الأحمدي        | 61' |
| وسط                                                           | 35 | سيكو سانوغو         |     |
| وسط                                                           | 10 | كارلوس فيلانويفا    |     |
| وسط                                                           | 23 | غاري رودريغيز       | 64' |
| هجوم                                                          | 8  | فهد المولد          |     |
| هجوم                                                          | 99 | ألكسندر بريوفيتش    |     |
| مقاعد البدلاء:                                                |    |                     |     |
| حارس                                                          | 12 | عساف القرني         |     |
| دفاع                                                          | 30 | عون السلولي         |     |
| دفاع                                                          | 21 | محمد ريمان          |     |
| وسط                                                           | 15 | جمال باجندوح        |     |
| وسط                                                           | 28 | عصام المولد         |     |
| وسط                                                           | 7  | جابر مصطفى          |     |
| وسط                                                           | 77 | عبد العزيز البيشي   |     |
| هجوم                                                          | 26 | عبد العزيز العرياني |     |
| هجوم                                                          | 9  | رومارينيو           | 64' |
| المدرب:                                                       |    |                     |     |
| لويس سييرا                                                    |    |                     |     |

| - حكم مساعد: هيرنان مايدانا هوان بيلاتي - الحكم الرابع: فرناندو إيتشينكي - حكم فيديو: آندرسون دارونكو | قانون المباراة: - يقام نهائي المسابقة من مباراة واحدة بنظام خروج المغلوب. - تلعب المباراة من 90 دقيقة مقسومة إلى شوطين مدة كل شوط 45 دقيقة. - في حال استمرار التعادل في الأشواط الإضافية يتم تطبيق قاعدة ركلات الجزاء الترجيحية. - تواجد على مقاعد الاحتياط عدد 9 بدلاء، يمكن إجراء ما يصل إلى ثلاثة تغيرات فقط. |

## بطل المسابقة
| جوائز النهائي: - يحصل الفائز على لقب كأس الملك مكافأة مالية تقدر ب10 مليون ريال، و40 ميدالية ذهبية، ويشارك في بطولة دوري أبطال آسيا 2020 وكذلك كأس السوبر السعودي 2020. - يحصل الفريق الوصيف كأس الملك مكافأة مالية تقدر بخمسة ملايين ريال، 40 ميدالية فضية. جوائز أخرى: - قدم رجل الأعمال الأمير الوليد بن طلال، مكافأة قيمتها مليون ريال لنادي التعاون بعد فوز ببطولة خادم الحرمين الشريفين. - قدم الرئيس الفخري معالي المستشار تركي آل الشيخ دعماً مالياً بقيمة 3 ملايين ريال، وحافلة جديدة بمناسبة تحقيق كأس الملك". - قدم نائب أمير القصيم الأمير فهد بن تركي دعمًا ماليًا بقيمة مليوني ريال، بمناسبة تحقيق فريق بطولة كأس خادم الحرمين الشريفين. |

| بطل مسابقة كأس خادم الحرمين الشريفين 2018–19 |
| -------------------------------------------- |
|                                              |
| نادي التعاون اللقب الأول                     |